# Polytraumatisé
 (juin 2019).
Si vous disposez d'ouvrages ou d'articles de référence ou si vous connaissez des sites web de qualité traitant du thème abordé ici, merci de compléter l'article en donnant les références utiles à sa vérifiabilité et en les liant à la section « Notes et références ».
 (juin 2019).
En médecine d'urgence, un polytraumatisé est une victime ayant subi plusieurs traumatismes (plaie, fracture, brûlure...) dont au moins un met en danger les fonctions vitales (ventilation pulmonaire, circulation sanguine, système nerveux). Il ne faut pas confondre ce concept avec celui de polyblessé et de polyfracturé, qui sont des victimes dont les fonctions vitales ne sont pas en danger de manière immédiate.
La prise en charge d'une personne polytraumatisée est complexe. Il est nécessaire de stabiliser son état, notamment en restaurant une pression artérielle minimale. Des soins chirurgicaux urgents qui ne peuvent être prodigués qu'à un centre hospitalier sont souvent nécessaires. Tout retard dans le transport peut donc réduire de manière dramatique les chances de survie (notion d'heure d'or).
Il faut donc trouver un compromis entre transport rapide et transport stable ; c'est la stratégie du scoop and run. Le mécanisme de blessure est particulièrement important dans l'évaluation du patient polytraumatisé.

## Formation
La prise en charge des polytraumatisés est complexe et nécessite généralement plusieurs années de formation à maitriser. Plusieurs cours existent pour répondre au besoin initiaux de formation, notamment le cours de soins avancés en prise en charge initiale des patients polytraumatisés, ou Advanced Trauma Life Support (ATLS) en anglais, développé par le American College of Surgeons. Ce cours a été conçu pour les médecins d'urgence, mais il peut être adapté pour répondre aux besoins de formation des chirurgiens qui doivent souvent assister à un certain point dans la réanimation chirurgicale des patients polytraumatisés. D'autres formations pour les médecins existent, notamment les cours d'échographie ciblée comme le Echo-Guided Life Support, développé par des médecins d'urgence Montréalais.
Pour les infirmières, la formation sur l’évaluation initiale du traumatisé en soins infirmiers, ou Trauma Nursing Core Course (TNCC) en anglais, développée par le Emergency Nurses Association, est offerte au personnel infirmier dans plusieurs centres de traumatologie.
Il existe également la formation de secours et soins préhospitaliers aux traumatisés, ou Prehospital Trauma Life Support (PHTLS) en anglais, développée par la National Association of Emergency Medical Technicians (NAEMT), qui, elle, n'est pas réservée à une certaine catégorie de professionnels, mais disponible pour tous les intervenants, particulièrement les techniciens ambulanciers ou paramédics.